# Třída Samudra
Třída Samudra je třída lodí pro kontrolu znečištění indické pobřežní stráže, sloužících sekundárně též jako oceánské hlídkové lodě. Celkem byly postaveny tři jednotky této třídy. Jejich hlavním úkolem je kontrola a likvidace mořského znečištění, sekundárně například hlídkování, hašení požárů, nebo mise SAR.
Prototypová jednotka Samudra Prahari se stala první lodí v Asii a třetí na světě vybavenou specializovaným vybavením pro kontrolu a likvidaci ropného znečištění.

## Pozadí vzniku
Celkem byly postaveny tři jednotky této třídy. Stavbu provedla domácí loděnice ABG ve městě Surat podle projektu Rolls-Royce UT 517.
Jednotky třídy Samudra:
| Jméno                        | Založení kýlu     | Spuštěna          | Vstup do služby   | Status  |
| ---------------------------- | ----------------- | ----------------- | ----------------- | ------- |
| ICGS Samudra Prahari (201)   |                   | 20. března 2007   | 9. října 2010     | aktivní |
| ICGS Samudra Paheredar (202) |                   | 12. března 2009   | 20. července 2012 | aktivní |
| ICGS Samudra Pavak (203)     | 12. prosince 2005 | 11. července 2012 | 14. ledna 2016    | aktivní |

## Konstrukce
Plavidla jsou vyzbrojena příďovým 30mm kanónem CRN 91 s dostřelem 4 km. Jsou vybavena specializovaným vybavením pro kontrolu a likvidaci ropného znečištění. Jejich nádrže pojmou až 500 tun odčerpané ropy. Nesou pět malých člunů. Uprostřed trupu nesou přistávací plochu pro vrtulník HAL Chetak. Pohonný systém tvoří dva osmiválcové diesely Bergen B32:40-L6P, každý o výkonu 3000 kW, pohánějící dva lodní šrouby KaMeWa Ulstein se stavitelnými lopatkami. Manévrovací schopnosti zatahovací pod Ulstein Aquamaster o výkonu 883 kW. Nejvyšší rychlost dosahuje 26 uzlu. Dosah je 6500 námořních mil.